# 베르너 클렘퍼러
베르너 클렘퍼러(Werner Klemperer, 1920년 3월 22일 ~ 2000년 12월 6일)는 바이마르 공화국의 텔레비전 배우, 영화배우, 가수, 오페라 가수, 바이올리니스트, 지휘, 연극 배우, 피아노 연주자이다.

## 방송
- 형사 맥밀란
- 호간의 영웅들

## 영화
- 비버리 힐빌리즈 - TV 영화 (1981년)
- 형사 맥밀란 (1971년)
- 호간의 영웅들 (1965년)
- 바보들의 배 (1965년)
- 해저 여행 (1964년)
- 뉘른베르크의 재판 (1961년)
- 나의 세 아들 (1960년)
- 하우스보트 (1958년)
- 여신 (1958년)
- 서부의 파라딘 (1957년)
- 페리 메이슨 (1957년)
- 클라이막스! (1954년)